# Bruno Laurent
Bruno Laurent (* 29. Dezember 1975 in La Louvière-Haine-Saint-Paul) ist ein belgischer Schachspieler.

## Leben
Beim Elite-Turnier in Charleroi war er mehrfach erfolgreich, er gewann es zum Beispiel im September 2000 und im Januar 2006. Im Oktober 2005 gewann er das Internationale Santa-Olaya-Open in Asturien. 2008 konnte er die belgische Einzelmeisterschaft in Eupen vor Alexandre Dgebuadze gewinnen.
Für die belgische Nationalmannschaft spielte Bruno Laurent bei zwei Schacholympiaden: 2004 in Calvià am zweiten Reservebrett und 2008 in Dresden am Reservebrett sowie der Europameisterschaft 2007 in Iraklio am vierten Brett.
In Belgien spielt er für CRE Charleroi; mit dem Verein nahm er 2006 und 2008 am European Club Cup teil und wurde 2012 belgischer Mannschaftsmeister. In Frankreich spielt er für Le Cavalier Noir d'Arras, in den Niederlanden für den Rotterdamer Verein Charlois Europoort. Auch in der Luxemburger Mannschaftsmeisterschaft spielte er schon. In Deutschland spielte er in der Saison 2005/06 in der 2. Bundesliga West für Turm Bergheim und 2006/07 in der NRW-Klasse für den Kölner Verein Schachfreunde Brück.
Seit Juli 2006 trägt er den Titel Internationaler Meister. Die Normen hierfür erzielte er schon beim 1. GM-Turnier in Bogny-sur-Meuse im Juli 2002, beim Turnier in Charleroi im August 2002, beim CCAS-Grand-Prix in Cap d’Agde im Oktober 2003 sowie beim Internationalen Turnier in Charleroi im August 2004, er musste allerdings noch fast zwei Jahre warten, bis er die erforderliche Elo-Zahl von 2400 überschritten hatte.